# كارل كولمان
كارل كولمان (بالإنجليزية: Karl Coleman)‏ (19 نوفمبر 1988 بدبلن في جمهورية أيرلندا - ) هو لاعب كرة قدم أيرلندي في مركز حراسة المرمى. لعب مع نادي شامروك روفرز ونادي كلية جامعة دبلن.